# Agneta Andersson
Agneta Monica Andersson (* 25. April 1961 in Karlskoga; † 8. Oktober 2023) war eine schwedische Kanutin. Sie war dreifache Olympiasiegerin und Weltmeisterin.

## Werdegang
Andersson gewann bei den Olympischen Sommerspielen 1984 in Los Angeles die Goldmedaille im 500 m Einer-Kajak und zusammen mit Anna Olsson die Goldmedaille im Zweier-Kajak über 500 m. Außerdem gewann sie als Mitglied des schwedischen Vierer-Kajaks eine Silbermedaille.
Ihre Erfolge konnte sie bei den Olympischen Sommerspielen 1992 bestätigen, als sie zusammen mit Susanne Gunnarsson im Zweier-Kajak über 500 m die Silbermedaille gewann und mit dem Vierer-Kajak eine weitere Bronzemedaille.
Im Jahr darauf holte sie zusammen mit Anna Olsson bei den Kanu-Weltmeisterschaften im Zweier-Kajak den einzigen Weltmeistertitel ihrer Karriere. Dies war der erste Weltmeistertitel im Zweier-Kajak der Frauen für Schweden in der Geschichte des Kanusports.
Den letzten großen internationalen Titel gewann Andersson 1996 bei den Olympischen Spielen in Atlanta, als sie zusammen mit Susanne Gunnarsson im Zweier-Kajak zum dritten Mal Olympiasiegerin wurde. Für diese Leistung erhielten beide die prestigeträchtige Svenska-Dagbladet-Goldmedaille.
Sie verstarb am 8. Oktober 2023 im Alter von 62 Jahren an Krebs.